# Капри Леоне
Капри Леоне (итал. Capri Leone) је насеље у Италији у округу Месина, региону Сицилија.
Према процени из 2011. у насељу је живело 268 становника. Насеље се налази на надморској висини од 413 м.

## Становништво
| 1936. | 1951. | 1961. | 1971. | 1981. | 1991. | 2001. | 2011. |
| ----- | ----- | ----- | ----- | ----- | ----- | ----- | ----- |
| 1.429 | 1.581 | 1.630 | 1.474 | 2.242 | 3.459 | 4.016 | 4.516 |